# Столица и усадьба
«Столица и усадьба» — петербургский (петроградский) «журнал красивой жизни», как отмечалось в программной статье, посвящённый «светской жизни наших столиц, спорту, охоте, коллекционерству, и, особенно, жизни русской усадьбы в её прошлом и настоящем». Журнал издавал Владимир Пименович Крымов (1878—1968), журналист и литератор. Изданию способствовало его знакомство и дружба с предводителем московского дворянства Ф. В. фон Шлиппе.

## История развития журнала
№ 1 вышел в декабре 1913, последний номер — 89/90 — в сентябре 1917 года. Находившийся во время революционных событий 1917 года в кругосветном путешествии Крымов, не знавший о прекращении издания, из Японии тщетно просил редакцию «тянуть журнал до последнего»: «Такие ценности, как „Столица и усадьба“, не уничтожаются… История и искусство будут существовать при любом строе».
Это богато иллюстрированное периодическое издание печаталось с особой «роскошью» в большом формате на лучшей мелованной бумаге и уделяло много страниц повседневной светской хронике (сам Крымов вёл посвящённую сплетням рубрику «Экзотические разговоры») и фотографиям великосветских дам. Обложки издания всегда украшались живописными работами — не столько для того, чтобы подсветить тему номера, как принято в современном глянце, а сколько для красоты. На обложку 79-го номера был помещён двойной женский портрет «Музыка» художника Ивана Горюшкина-Сорокопудова. Каждый журнал открывался статьёй с фотографиями экстерьера и интерьера имения, знаменитого своей историей или владельцем, архитектурой или угодьями. Журнал вызывал иронические оценки современников (несколько страниц посвящено ему в «Петербургских зимах» Георгия Иванова, где его эстетика сравнивается с эстетикой Игоря Северянина). Однако в нём печаталось немало серьёзных исследований из истории русской усадьбы, искусства, коллекционирования, мемуаров и публикаций из наследия, в нём публиковались отчёты о культурных событиях и репродукции картин классиков и современников. В каждом номере было уделено место коммерческой рекламе, например «Берёзового крема», «Рено», одеколона «Саломея», припарки «Спермин-Пеля» и объявлениям о выходе новых беллетристических сочинений и книг самого Крымова.
В дальнейшем журнал высоко ценился библиофилами и сохраняет значение культурного источника. В журнале участвовали лучшие петербургские фотографы (А. Н. Павлович, Я. В. Штейнберг), в № 26 за 1915 г. впервые в России был напечатан цветной фотопортрет. В журнале сотрудничали известные учёные: пушкинист Н. О. Лернер (редактор), искусствоведы Г. К. Лукомский (автор очерков об истории усадеб) и И. И. Лазаревский (автор очерков об истории коллекционирования), библиограф В. А. Верещагин. Печатались писатели-беллетристы, работавшие в лёгком «галантном» стиле: Н. Я. Агнивцев, Ю. Д. Беляев и другие.

## Некоторые публикации журнала по истории культуры

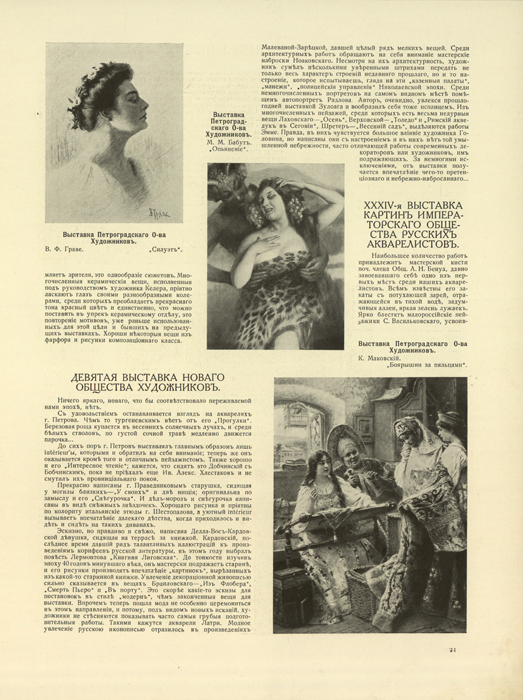
Страница о выставках 1915 г., с репродукциями картин К. Е. Маковского и В. Ф. Грезе

- Об усадьбе «Мураново» // № 33, 1915.
- Об усадьбе Кушелева-Безбородко (в Петрограде, Полюстрово) // № 30, 1915.
- Об усадьбе «Введенское» Московской губернии // № 59, 1916.
- Об усадьбе «Гремяч» (имение Василия Дмитриевича Голицына в Черниговской губернии) // № 50, 1916.
- Об имении князей Оболенских на озере Сайма // № 15, 1914.
- Об усадьбе Гончаровых в с. Ярополец // № 5, 1914.
- О селе Тригорском // № 6, 1914.
- О польских замках // № 27, 1916.
- О торговле фарфором в XVIII веке // № 28, 1915.
- О старинных музыкальных инструментах // № 34,1915.
- Французские и английские гравюры в XVIII веке // № 53, 1916.
- О пасхальных подарках работы К. Фаберже // № 55, 1916.
- О Санкт-Петербургском английском собрании // № 16—17, 1914.
- Фотографии Николая II с детьми // № 55, 1916.
- Русские художники-декораторы (А. Бенуа, С. Судейкин, Л. Бакст) // № 57, 1916.
- О Мамонтовском кружке // № 23, 1914.
- О раскопках в Египте и Судане // № 11—13, 1914.
- О парфорсной охоте // № 3, 1914.
- О скаковом деле М. И. и Е. И. Лазаревых // № 5, 1914.
- О старинных театрах Санкт-Петербурга // № 7, 1914.
- Об усадьбе «Средниково» (имение Столыпиных) // № 1, 1913.

## Переиздание
В начале XXI века в Санкт-Петербурге предпринято воспроизведение полного комплекта журнала. 90 номеров «Столицы и усадьбы» переплетены в семь томов, подобрана специальная бумага, приближенная к оригиналу, все иллюстрации переданы с максимально приближенными к оригиналу цветами.
Было создано два варианта исполнения: в первом — кожаный переплет, сохранен оригинальный формат, на обложке воспроизведена иллюстрация с открывающего том номера журнала; второй переплетен в ткань, на обложке — тиснение золотом, издание выполнено в уменьшенном на 10 % формате с сохранением пропорций.